# Абдулбеков Загалав Абдулбекович
Загалав Абдулбекович Абдулбеков (нар. 29 грудня 1945, Карата) — радянський вільноборець (олімпійський чемпіон), викладач.

## Біографія
Народився 29 грудня 1945 року в аулі Караті (тепер Ахвахський район Дагестану, Росія). 1968 року закінчив Дагестанський педагогічний інститут. Член КПРС з 1974 року.
Впродовж 1966—1968 років виступав за «Буревісник» (Махачкала), в 1969—1973 роках — за «Динамо» (Махачкала). Був тренером збірної команди СРСР на Олімпійських іграх 1976 і 1980 років.

## Спортивні досягнення
- 1969 — бронзова медаль на Чемпіонаті світу у Мар-дель-Плата та бронзова медаль на Чемпіонаті Європи у Софії;
- 1971 — золота медаль на Чемпіонаті світу у Софії;
- 1972 — золота медаль на Олімпійських іграх у Мюнхені;
- 1973 — золота медаль на Чемпіонаті світу у Тегерані та срібна медаль на Чемпіонаті Європи у Лозанні;
- 1975 — бронзова медаль на Чемпіонаті Європи у Людвігсгафені-на-Рейні.

## Відзнаки
почесні звання
- Заслужений майстер спорту СРСР з 1971 року;
- Заслужений діяч культури Дагестанської АРСР з 1972 року;
- Заслужений тренер СРСР з 1980 року[3];

нагороджений
- орденом «Знак Пошани»;
- почесним знаком «За заслуги в розвитку фізичної культури і спорту» (1995)[3];
- медаллю імені Амет-Хана Султана «За внесок в патріотичне виховання молоді» (2021, до 100-річчя Дагестанської АРСР)[4].